# Folleville (Eure)
Pour les articles homonymes, voir Folleville.
Folleville est une commune française située dans le département de l'Eure en région Normandie.

## Géographie

### Localisation
Folleville est une commune de l'Ouest du département de l'Eure en Normandie. Elle se situe à l'ouest de la région naturelle du Lieuvin.
Il est à noter que le territoire de la commune possède un fragment séparé par Le Theil-Nolent.
| Saint-Aubin-de-Scellon | Le Favril  |                          |
| Barville               | Folleville | Bazoques Le Theil-Nolent |
|                        | Duranville |                          |

|                            | Bazoques                                      |                    |
| Le Theil-Nolent Courbépine | Folleville (exclave du hameau de la Bretagne) | Boissy-Lamberville |
|                            | Boissy-Lamberville                            |                    |

### Hydrographie
La commune est située dans le bassin Seine-Normandie. Elle n'est drainée par aucun cours d'eau,.

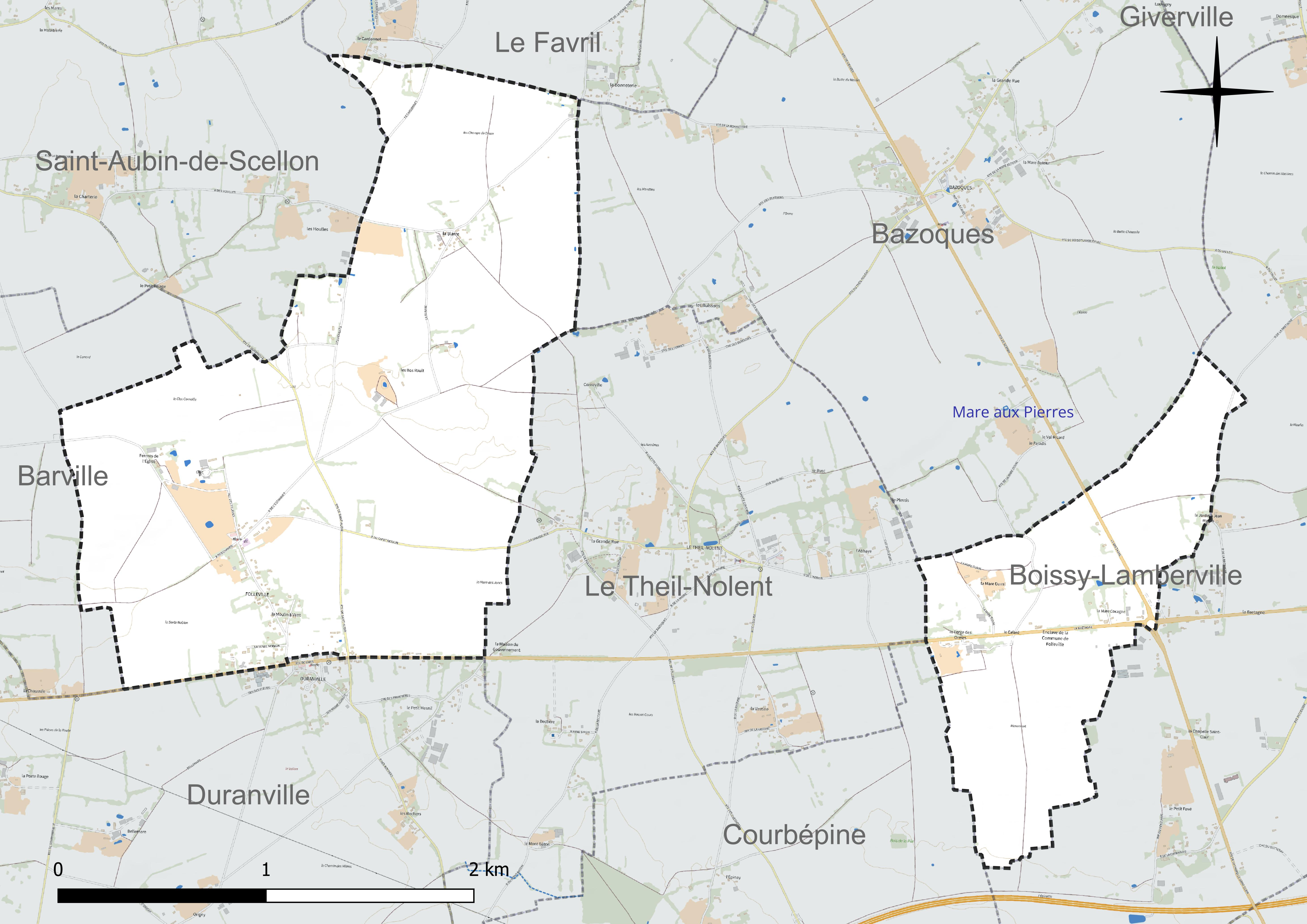
Réseau hydrographique de Folleville.

### Climat
Pour des articles plus généraux, voir Climat de la Normandie et Climat de l'Eure.
En 2010, le climat de la commune est de type climat océanique dégradé des plaines du Centre et du Nord, selon une étude du CNRS s'appuyant sur une série de données couvrant la période 1971-2000. En 2020, Météo-France publie une typologie des climats de la France métropolitaine dans laquelle la commune est exposée à un climat océanique et est dans la région climatique  Côtes de la Manche orientale, caractérisée par un faible ensoleillement (1 550 h/an) ; forte humidité de l’air (plus de 20 h/jour avec humidité relative > 80 % en hiver), vents forts fréquents. Parallèlement le GIEC normand, un groupe régional d’experts sur le climat, différencie quant à lui, dans une étude de 2020, trois grands types de climats pour la région Normandie, nuancés à une échelle plus fine par les facteurs géographiques locaux. La commune est, selon ce zonage, exposée à un « climat contrasté des collines », correspondant au Pays d’Auge, Lieuvin et Roumois, moins directement soumis aux flux océaniques et connaissant toutefois des précipitations assez marquées en raison des reliefs collinaires qui favorisent leur formation.
Pour la période 1971-2000, la température annuelle moyenne est de 10 °C, avec  une amplitude thermique annuelle de 13,6 °C. Le cumul annuel moyen de précipitations est de 856 mm, avec 12,7 jours de précipitations en janvier et 8,6 jours en juillet. Pour la période 1991-2020, la température moyenne annuelle observée sur la station météorologique la plus proche, située sur la commune de Lieurey à 9 km à vol d'oiseau, est de 11,3 °C et le cumul annuel moyen de précipitations est de 893,1 mm,. Pour l'avenir, les paramètres climatiques de la commune estimés pour 2050 selon différents scénarios d’émission de gaz à effet de serre sont consultables sur un site dédié publié par Météo-France en novembre 2022.

## Urbanisme

### Typologie
Au 1er janvier 2024, Folleville est catégorisée commune rurale à habitat dispersé, selon la nouvelle grille communale de densité à 7 niveaux définie par l'Insee en 2022.
Elle est située hors unité urbaine. Par ailleurs la commune fait partie de l'aire d'attraction de Bernay, dont elle est une commune de la couronne,. Cette aire, qui regroupe 36 communes, est catégorisée dans les aires de moins de 50 000 habitants,.

### Occupation des sols
L'occupation des sols de la commune, telle qu'elle ressort de la base de données européenne d’occupation biophysique des sols Corine Land Cover (CLC), est marquée par l'importance des territoires agricoles (100 % en 2018), une proportion identique à celle de 1990 (100 %). La répartition détaillée en 2018 est la suivante : 
terres arables (77,6 %), prairies (22,4 %). L'évolution de l’occupation des sols de la commune et de ses infrastructures peut être observée sur les différentes représentations cartographiques du territoire : la carte de Cassini (XVIIIe siècle), la carte d'état-major (1820-1866) et les cartes ou photos aériennes de l'IGN pour la période actuelle (1950 à aujourd'hui).

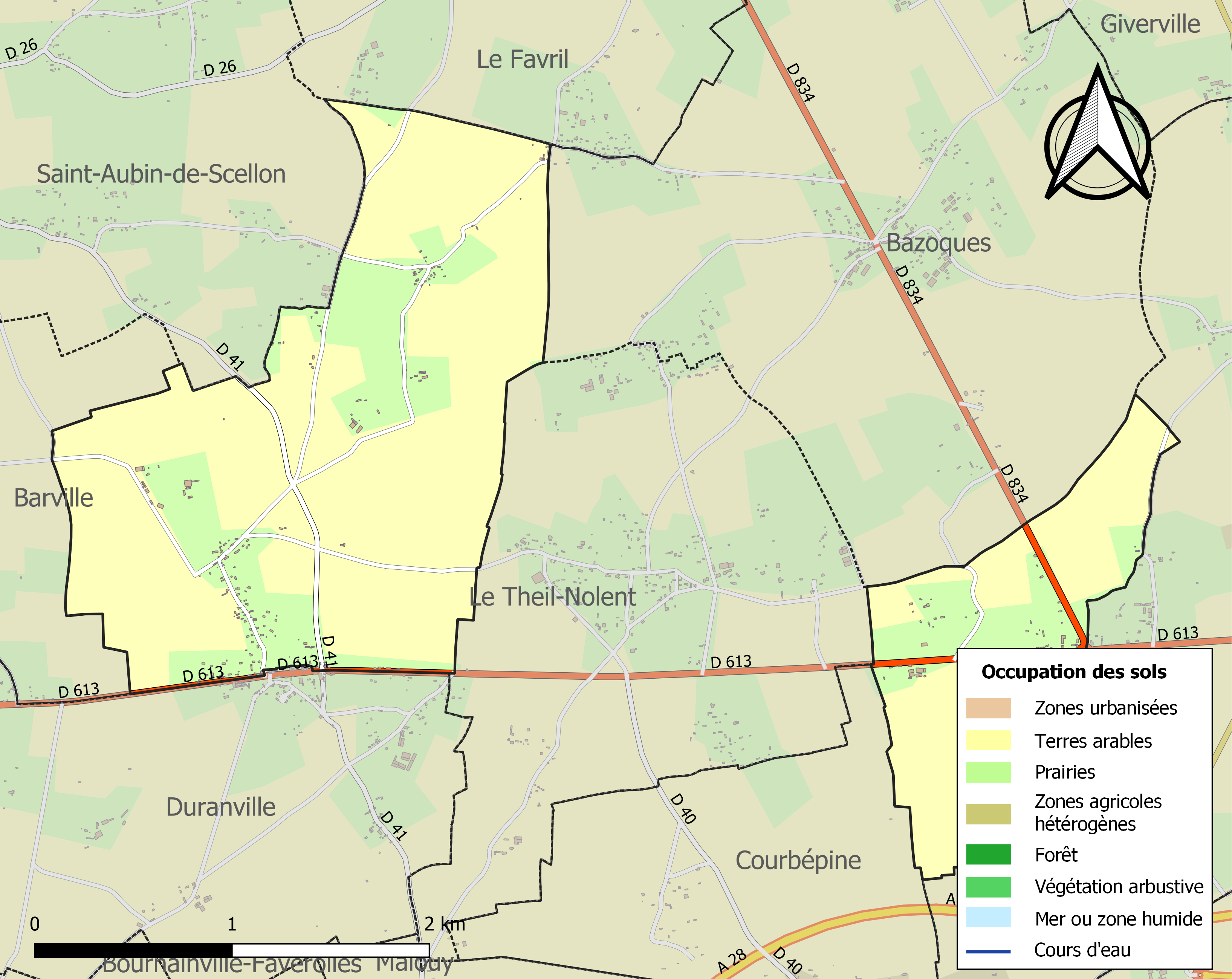
Carte des infrastructures et de l'occupation des sols de la commune en 2018 (CLC).

## Toponymie
Le nom de la localité est attesté sous la forme Folevilla au XIVe siècle, Folleville-la-Campagne en 1828 (L. Dubois).
Toponyme de formation française, nom en -ville composé avec un adjectif, qui paraît avoir le sens de « domaine dont la construction ou l'acquisition ont été coûteuses, inutiles et même ruineuses ».

## Histoire
En 1468, Girault des Masis « fondeur de fer, natif du pays de Liege », est mentionné à la forge de Folleville. Ce métallurgiste participe vraisemblablement à l'importation du haut fourneau dans le secteur. Celui-ci se développera dans le Perche dans les années 1470-1480. Entre 1472 et 1475 Girault des Masis exploite des mines entre Folleville et Barville.

## Politique et administration
| Période   | Période  | Identité           | Étiquette | Qualité  |
| --------- | -------- | ------------------ | --------- | -------- |
| mars 2001 | 2014     | Pierre Launay      |           |          |
| mars 2014 | En cours | Christian Mesnière | SE        | Retraité |

## Démographie
L'évolution du nombre d'habitants est connue à travers les recensements de la population effectués dans la commune depuis 1793. Pour les communes de moins de 10 000 habitants, une enquête de recensement portant sur toute la population est réalisée tous les cinq ans, les populations de référence des années intermédiaires étant quant à elles estimées par interpolation ou extrapolation. Pour la commune, le premier recensement exhaustif entrant dans le cadre du nouveau dispositif a été réalisé en 2006.

En 2022, la commune comptait 192 habitants, en évolution de −4,48 % par rapport à 2016 (Eure : −0,25 %, France hors Mayotte : +2,11 %).
| 1793 | 1800 | 1806 | 1821 | 1831 | 1836 | 1841 | 1846 | 1851 |
| ---- | ---- | ---- | ---- | ---- | ---- | ---- | ---- | ---- |
| 625  | 562  | 636  | 641  | 685  | 681  | 646  | 624  | 617  |

| 1856 | 1861 | 1866 | 1872 | 1876 | 1881 | 1886 | 1891 | 1896 |
| ---- | ---- | ---- | ---- | ---- | ---- | ---- | ---- | ---- |
| 603  | 577  | 544  | 382  | 351  | 319  | 331  | 291  | 270  |

| 1901 | 1906 | 1911 | 1921 | 1926 | 1931 | 1936 | 1946 | 1954 |
| ---- | ---- | ---- | ---- | ---- | ---- | ---- | ---- | ---- |
| 243  | 217  | 229  | 184  | 196  | 209  | 190  | 193  | 206  |

| 1962 | 1968 | 1975 | 1982 | 1990 | 1999 | 2006 | 2011 | 2016 |
| ---- | ---- | ---- | ---- | ---- | ---- | ---- | ---- | ---- |
| 232  | 230  | 200  | 193  | 181  | 173  | 182  | 204  | 201  |

| 2021 | 2022 | - | - | - | - | - | - | - |
| ---- | ---- | - | - | - | - | - | - | - |
| 194  | 192  | - | - | - | - | - | - | - |

## Culture locale et patrimoine

### Lieux et monuments

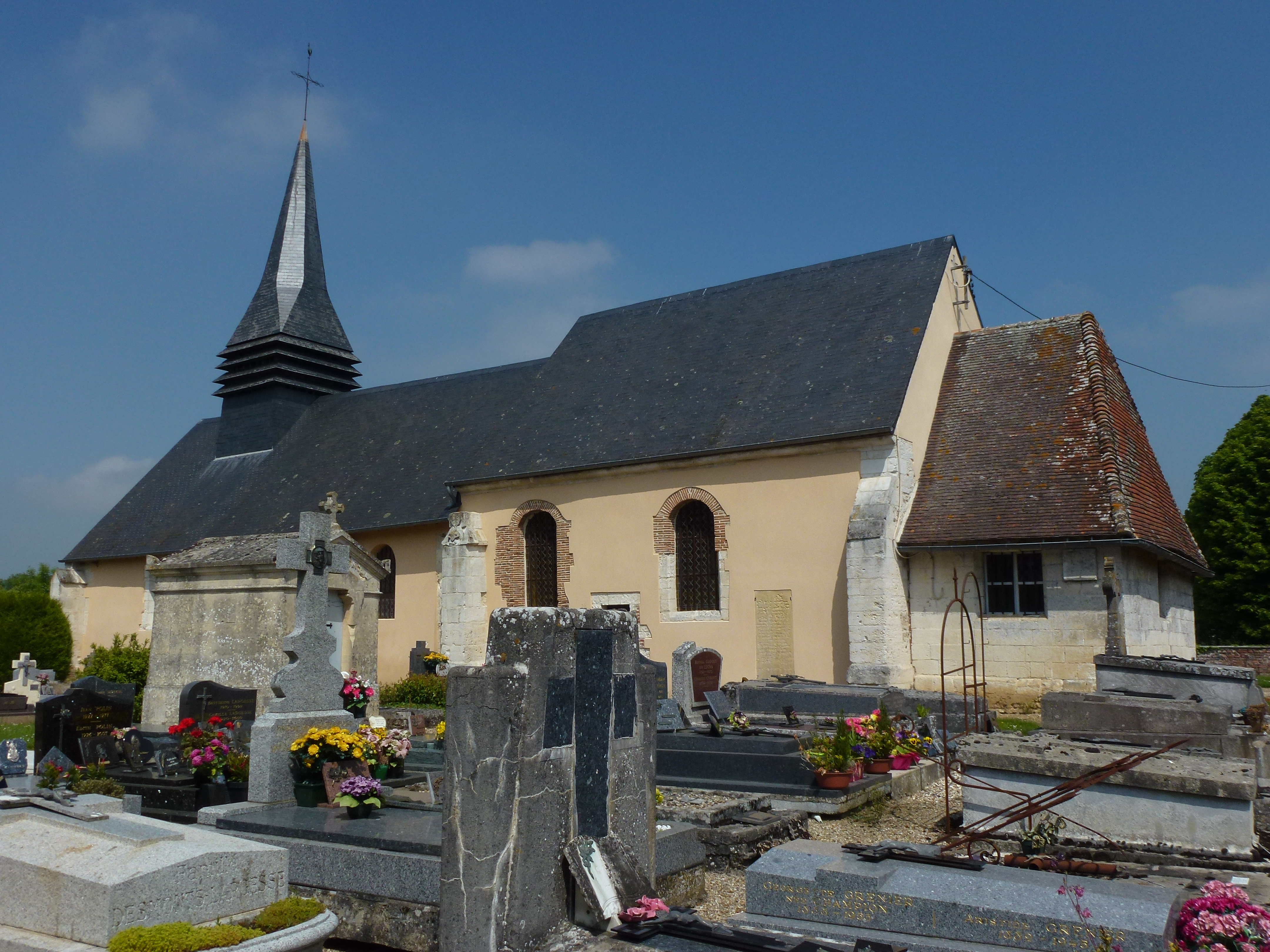
Église.
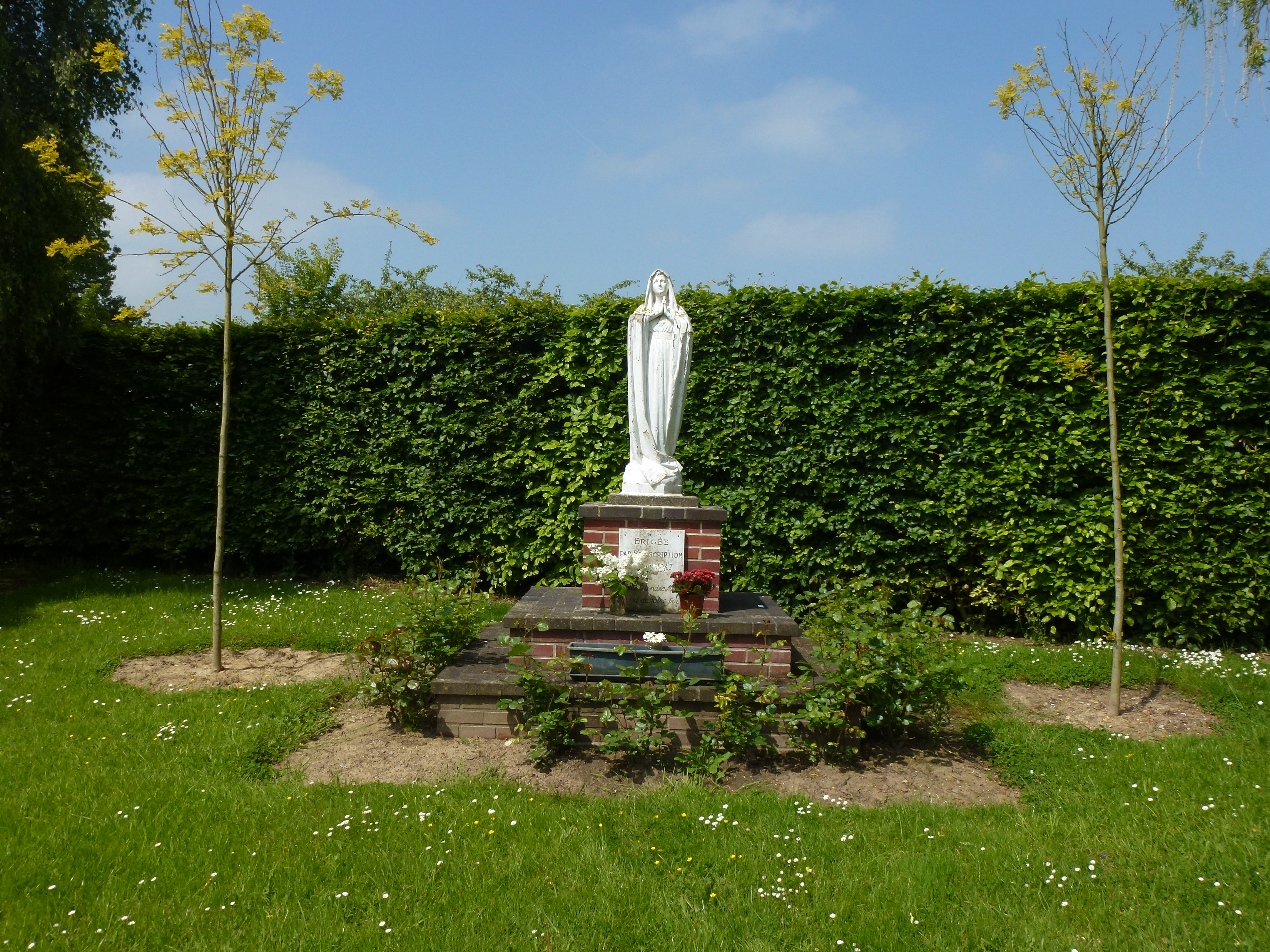
Statue de la Vierge.
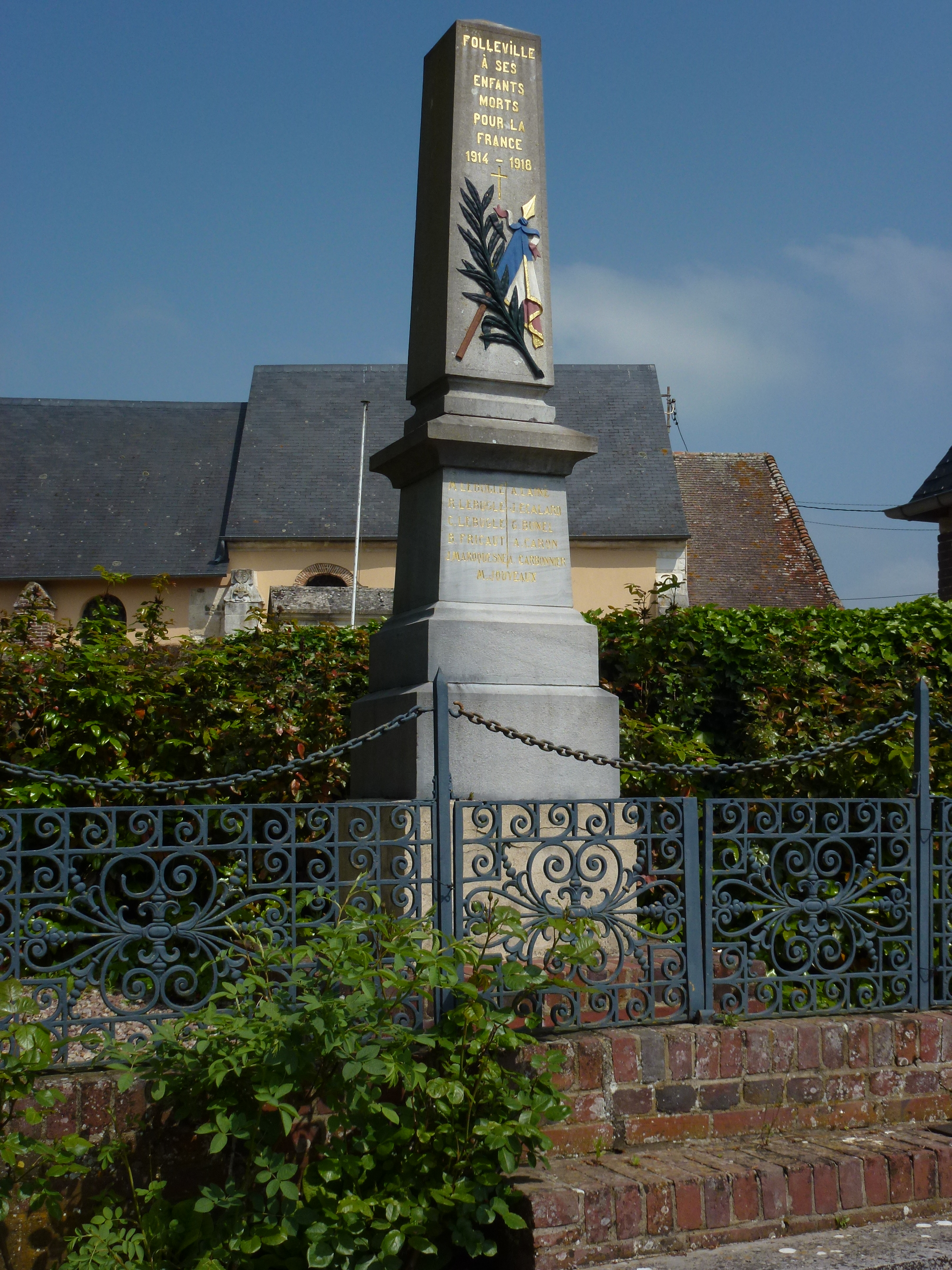
Monument aux morts.
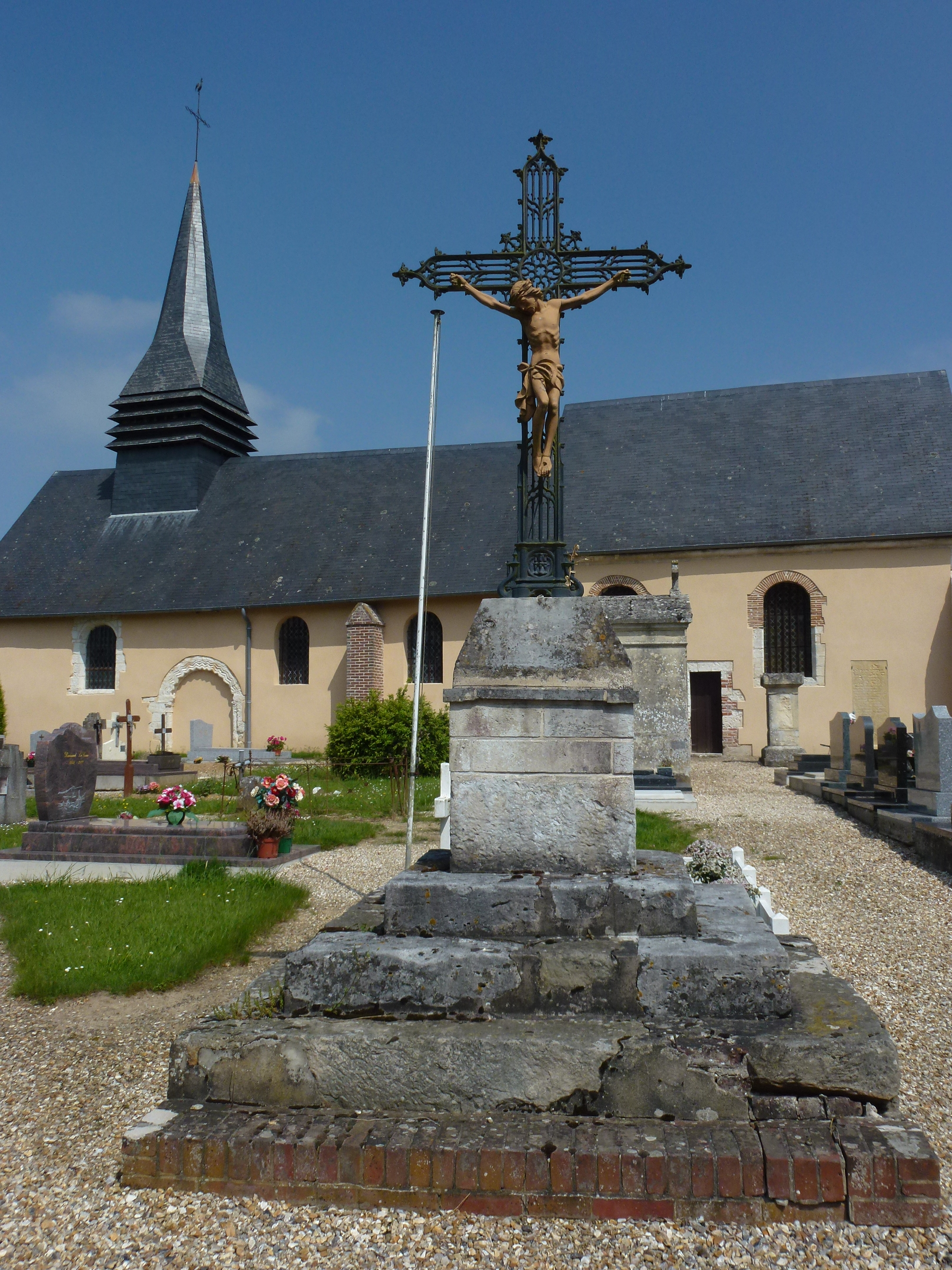
Croix de cimetière.
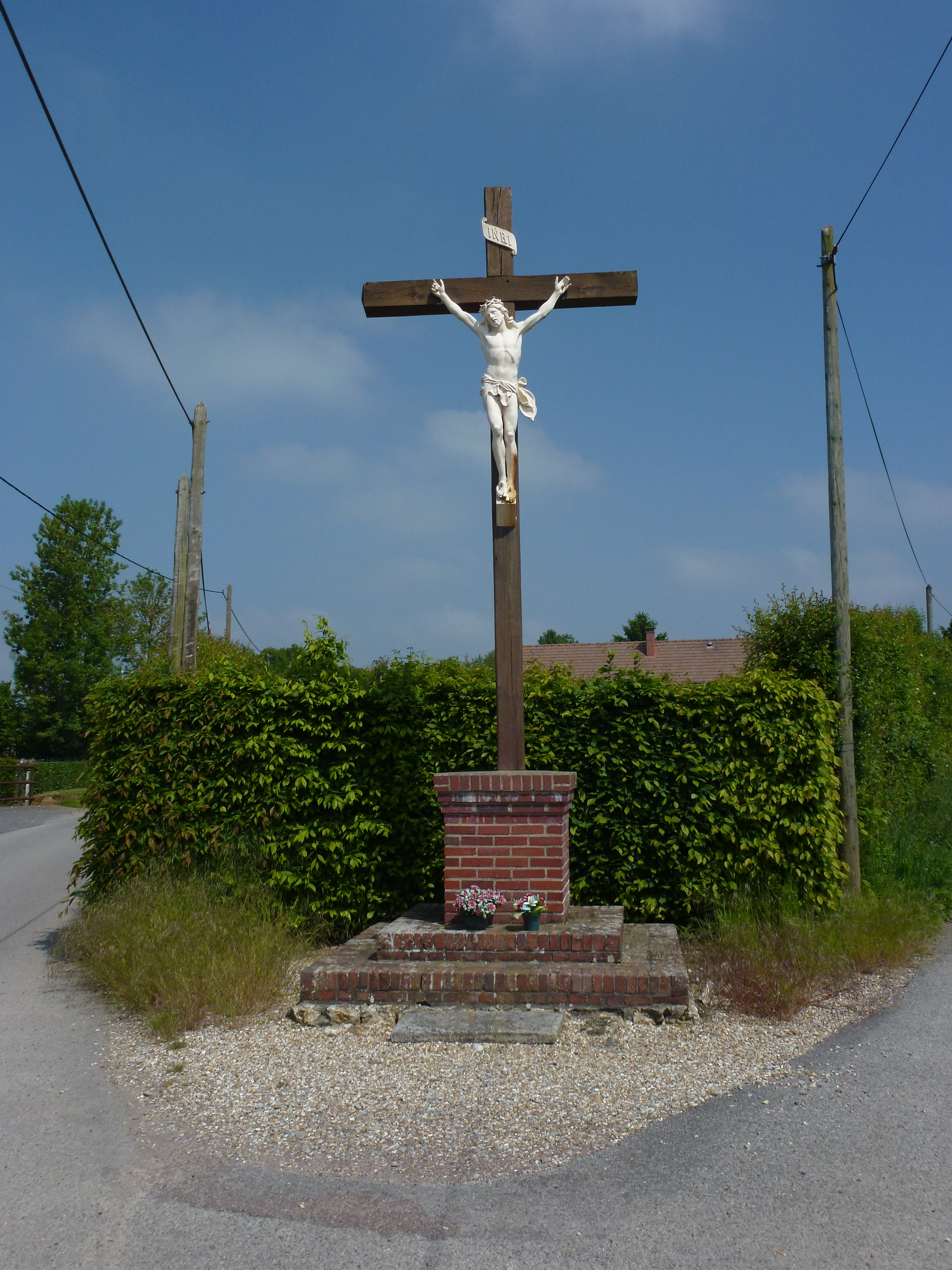
Croix de chemin.